# Alberto Zapicán
Alberto Giménez Andrade, conocido como Alberto Zapicán (Zapicán, Lavalleja; 27 de agosto de 1927-Neptunia, Canelones; 13 de septiembre de 2021), fue un músico, activista, lutier y escritor uruguayo.

## Biografía
Durante su estancia en Chile, por motivos laborales, comenzó a dedicarse a la música; tras lo cual empezó a actuar con Violeta Parra. Con ella grabó el disco Las últimas composiciones (1966) y convivió los dos últimos años de vida de la cantante, viviendo una relación tormentosa que se extendió hasta el suicidio de Violeta, ocurrido el 5 de febrero de 1967. Posteriormente, en Chile conoció a Mercedes de Guadalupe Bosquez, con quien vivió a partir de la década de 1980. Ambos partieron a Uruguay con su hijo, Batoví, en 1997.
Publicó dos libros de poesía, uno de ellos llamado Un pequeño libro para una gran pena de octubre, y también grabó un disco con el chileno Roberto Parada.

## Discografía
- El grito salvaje de Alberto Zapicán (junto con Washington Carrasco. Ediciones América Hoy. 1968)